# La 1
La 1 (door de jaren heen ook bekend onder de namen VHF, Programa Nacional, Primera Cadena, TVE1 en La Primera) is de eerste Spaanse televisiezender, die van start ging op 28 oktober 1956 en onderdeel is van Televisión Española (TVE). De benaming Televisión Española is ook wel gebruikt om naar dit specifieke kanaal te verwijzen, hoewel Televisión Española meerdere kanalen beheert. Het zusterkanaal van deze televisiezender is La 2. Het programma-aanbod van de zender omvat nieuwsuitzendingen (het Telediario), documentaires, praatprogramma's en amusument.

## Geschiedenis
De beginjaren van deze zender hangen nauw samen met de beginjaren van de televisie in Spanje. Na een aantal jaren met proefnemingen, beginnen op 28 oktober 1956 de reguliere uitzendingen van de Spaanse televisie, dan nog alleen in Madrid. De eerste uitzenddag, de dag voor de verjaardag van de Falange Española, de partij van Franco, begint met een toespraak van Gabriel Arias-Salgado, de Minister van Informatie, en de directeur van TVE, en een religieuze ceremonie ter ere van Sint Clara, de beschermheilige van de televisie. Verder zijn er muziek, dans en documentaires van No-Do. Omdat de zender nog niet beschikt over opname-apparatuur (tot in 1958 zijn de meeste uitzendingen live), is er van deze eerste uitzending niet veel bewaard gebleven, op enkele opnames die het No-Do gemaakt heeft voor het eigen bioscoopjournaal na.
Laura Valenzuela wordt als presentatrice het eerste bekende gezicht van de Spaanse televisie. In 1957 ziet het journaal Telediario het licht. Zond de zender in het begin uit van 21:00 tot middernacht, in 1957 komen daar ook een paar uur op de middag bij. Vanaf 1958 zijn er naast de live-uitzendingen in de studio in Madrid ook Amerikaanse series, zoals I Love Lucy en Perry Mason te zien. Vanaf 1957 verschijnen er reclames op de zender, en vanaf 1959 is de zender ook op steeds meer plekken buiten Madrid te ontvangen.
In 1962 wordt Manuel Fraga Minister van Informatie en krijgt Televisión Española een belangrijke impuls. Het bedrijf verhuist naar grotere studios in Prada del Rey en krijg in 1966 een zusterkanaal genoemd naar de dan nog afwijkende uitzendfrequentie: UHF (tegenwoordig La 2). Dit kanaal is echter niet voor iedereen te ontvangen, vanwege de afwijkende golflengte. Het eerste kanaal (officieel 'TVE1' genoemd) kent een grote groei door onder anderen de populariteit van de sportwedstrijden (en dan met name voetbal), een aantal spelprogramma's, het winnen door Spanje van het Eurovisiesongfestival in 1968. In 1969 wordt het systeem PAL uitgevonden waardoor kleurentelevisie mogelijk wordt gemaakt. De Spaanse zenders maken deze overgang zeer traag: pas in 1978 zouden alle programma's in kleur uitgezonden worden.
Na de door van Francisco Franco en tijdens de overgang naar democratie wordt de zender opengesteld voor geluiden van de oppositie en is het een instrument voor het verbreiden van de nieuwe, democratische waarden. Ook wordt de programmering gewaagder en verwijdert zich van de gezapige familie gerichte programmering van ervoor. De komst van de socialistische partij PSOE aan de macht in 1982 versterkt dit proces.
Vanaf 1986 zendt La 1 ook tijdens de ochtenduren uit.

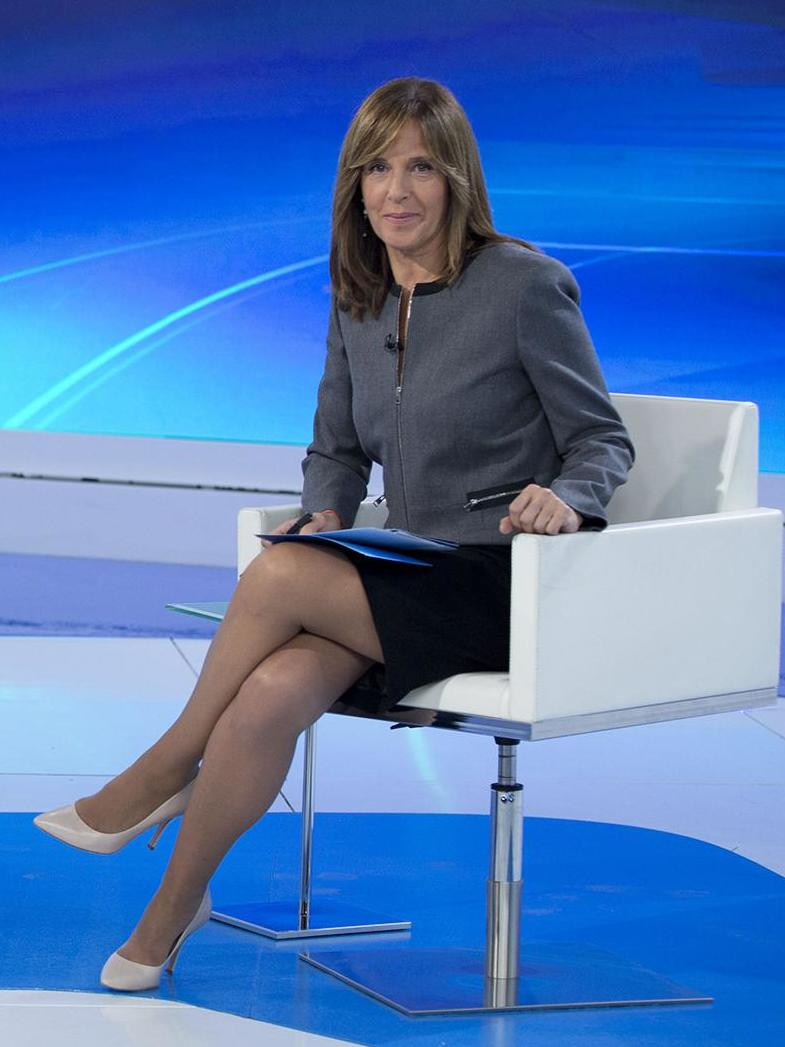
Ana Blanco presenteert het Telediario sinds 1991

In 1990 wordt commerciële televisie toegestaan in Spanje en de eerste zenders die qua inhoud concurreren met 'TVE1' zijn Antena 3 en Telecinco. De zender gaat expliciet de concurrentie aan met een commerciëlere programmering. Dit uit zich in bijvoorbeeld meer telenovelas en minder culturele programma's, die verhuizen naar TVE2. Deze ontwikkeling zet zich door tot de verkiezingsoverwinning José Luís Rodríguez Zapatero in 2004. Onder zijn regering worden de meest commercieel aandoende programma's, zoals Operación Triunfo weer van de zender gehaald, met als argument dat belastinggeld daar niet voor bedoeld is. Ondanks de komst van de commerciële zenders blijft 'La 1' de meest bekeken zender tot 2004, als Telecinco deze rol overneemt voor enkele jaren. Sinds 2009 is 'La 1' echter weer de best bekeken zender van het land.
In 1995 verandert de naam van TVE1 in La Primera, om in 2008 de huidige naam, La 1 te krijgen.

## Programmering
La 1 is een algemene zender die zich richt op het gehele publiek. De best bekeken programma's op het kanaal zijn series en films. De meeste series zijn van eigen makelij, zoals Cuéntame cómo pasó, waarin de laatste jaren van het Franco-regime en de overgang naar de democratie in een mix van fictie en documentaire wordt getoond, en Amar en tiempos revueltos, een dramaserie over het leven tijdens de Burgeroorlog en de daaropvolgende dictatuur. Daarnaast zijn er een aantal telenovelas; Amerikaanse series worden uitgezonden op La 2.
Daarnaast heeft de zender een aantal actualiteitenprogramma's. Het meest bekeken daarvan is Telediario, het journaal dat driemaal daags uit wordt gezonden. 's Morgens zend het kanaal de programmering van 24 h uit, met nieuws en achtergronden. Aansluitend hierop wordt Los desayunos de TVE uitgezonden, gepresenteerd door Ana Pastor García. Ook worden belangrijke (sport)evenementen op La 1 uitgezonden, zoals de UEFA Champions League, de Tour de France en het Eurovisiesongfestival.

## Logo
Naast een aantal naamwisselingen is het logo van de zender door te tijd heen ook meerdere keren veranderd.

1962 - 1982
1982 - 1991
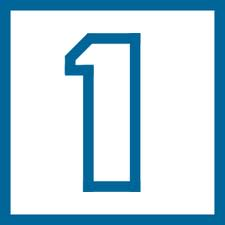
1991 - 1992
1992 - 1999
1999 - 2008
2008 - heden